# Vietspace

Hình ảnh mạng xã hội ảo VietSpace

VietSpace là một mạng xã hội ảo của Việt Nam cho phép tạo một mạng tương tác của các nhóm bạn bè, các blog cá nhân, các video, hình ảnh, nhạc... VietSpace từng có gần 20.000 thành viên lập web về nhiều lĩnh vực như web cá nhân, web gia đình, web ca nhạc, web thư viện, web cho cơ quan, web cho lớp... Mỗi ngày có khoảng 150 thành viên mới đăng ký. Trong bảng xếp hạng của Alexa, tên miền vietspace.net.vn từng đứng thứ 28.791. Theo thống kê của Alexa, mỗi ngày trong 1 triệu người có 20 người truy cập vào tên miền vietspace.net.vn, mỗi người xem khoảng 20 trang.

## Mục đích
Hỗ trợ tạo lập trang website riêng, nhật ký, blog, diễn đàn, thư viện ảnh, video clip, videocast, tin tức, thương mại điện tử, đấu giá trực tuyến... Tạo một mạng xã hội ảo để giao lưu, kết bạn, chia sẻ kiến thức.

## Công nghệ
Máy chủ của VietSpace chạy Microsoft-IIS 6.0 trên nền hệ điều hành Windows Server 2003. Phát triển dựa trên nền tảng DotNetNuke. Phát triển từ đầu nhiều module và skin mới như Danh sách Website, Thông tin cá nhân, Kết bạn, Nhạc số, MHTML/Text, Webmail, Bình luận...